# Femme d'honneur
Pour les articles homonymes, voir Une femme d'honneur et Des femmes d'honneur.

Femme d'honneur (Gallant Lady) est un film américain de l'ère du « Pré-Code », réalisé par Gregory La Cava, sorti en 1933,.
Le film décrit l'histoire d'une femme promise en mariage à un pilote d'avion doit refaire sa vie lorsque ce pilote s'écrase peu après un décollage. Alors enceinte, elle confie son enfant à un couple, les Lawrence. Dès lors, une rencontre fortuite avec son fils pré-adolescent sur un bateau de croisière va la conduire à tout faire pour pouvoir être de nouveau avec le fils qu'elle avait mis au monde.

## Synopsis
Sally Wyndham est parmi la foule qui voit s'envoler son futur mari dans sa tentative de traversée record entre New York et Bagdad. Mais l'avion s'écrase après le décollage. Dès lors, Sally confie à son ami Dan qu'elle ne peut retourner dans sa famille car elle attend un enfant. Elle décide donc de l'abandonner, et grâce à Dan, elle trouve une famille; les Lawrence qui l'adopteront.
Les années passent où Sally tente de se reconstruire, notamment en cherchant un emploi. Lors d'une traversée qui l'emmène vers l'Europe, Sally va croiser un enfant, Deedy, qui collectionne les timbres ; sur l'une des enveloppes est inscrit le nom et l'adresse des Lawrence ; elle comprend que cet enfant de huit ans est son fils. Elle sait que depuis qu'elle leur a laissé son enfant, madame Lawrence est décédée.
Maria Sherwood est sur le point d'épouser le riche veuf, Phillip Lawrence. Elle n'aime visiblement pas Deedy et cherche même à le reléguer dans un coin de la maison, quitte à lui faire quitter sa chambre qu'il aime tant.
De son côté, Sally est harcelée par un comte italien, Mario Carniri qui ne cesse de lui faire la cour. Elle met au point un stratagème qui conduira Phillip Lawrence à abandonner son amour pour Maria en jetant le comte dans les bras de sa fiancée, stratagème qui fonctionne : Sally finit par tomber amoureuse de Phillip Lawrence, elle retrouve son petit garçon. Mais Dan lui conseille de ne jamais dévoiler la vérité sur le fait qu'elle est sa véritable mère.

## Fiche technique
- Titre original : Gallant Lady
- Titre français : Femme d'honneur
- Réalisation : Gregory La Cava
- Scénario : Sam Mintz, d’après une histoire de Franc Rhodes et Gilbert Emery
- Photographie : J. Peverell Marley
- Montage : Barbara McLean
- Musique : Alfred Newman
- Direction artistique : Richard Day, Joseph C. Wright
- Costumes : Gwen Wakeling
- Producteur : Darryl F. Zanuck et William Goetz
- Société de production : Twentieth Century Pictures
- Société de distribution : United Artists
- Pays d'origine :  États-Unis
- Langue d'origine : anglais
- Format : noir et blanc - projection : 1,37:1 - son : Mono (Western Electric Noiseless Recording)
- Genre : Drame
- Durée : 84 minutes
- Dates de sortie :
  - États-Unis : 5 janvier 1934
  - France : 18 mai 1934

## Distribution
- Ann Harding : Sally Wyndham
- Clive Brook : Dan Pritchard
- Otto Kruger : Phillip Lawrence
- Tullio Carminati : comte Mario Carniri
- Dickie Moore : Deedy Lawrence
- Janet Beecher : Maria Sherwood
- Betty Lawford : Cynthia Haddon